# La seconda moglie (film 1922)
La seconda moglie è un film del 1922 diretto da Amleto Palermi.